# ستلایت تاون، گجرانوالا
ستلایت تاون (به انگلیسی: Satellite Town) یک منطقهٔ مسکونی در پاکستان است.